# سوفیا بوش
سوفیا بوش (به انگلیسی: Sophia Bush) (زاده ۸ ژوئیه ۱۹۸۲) بازیگر آمریکایی است.
از فیلم‌هایی که او در آن بازی کرده‌است، می‌توان به ون وایلدر، جان تاکر باید بمیرد و بین‌راهی اشاره کرد.